# Storia della nazionale di calcio della Spagna
Questa pagina tratta la storia della nazionale di calcio della Spagna.
È una delle nazionali di calcio più titolate del mondo: detiene il record di campionati europei vinti, con quattro titoli in bacheca (1964, 2008, 2012 e 2024) su cinque finali disputate (con il secondo posto del 1984), ha vinto il campionato mondiale nel 2010 e una UEFA Nations League (2022-2023).  È, insieme all'Argentina, una delle due nazionali che si sono aggiudicate due titoli continentali e un titolo mondiale di seguito. Vanta un secondo posto come miglior risultato nella Confederations Cup (2013).

## Anni venti

### Gli esordi

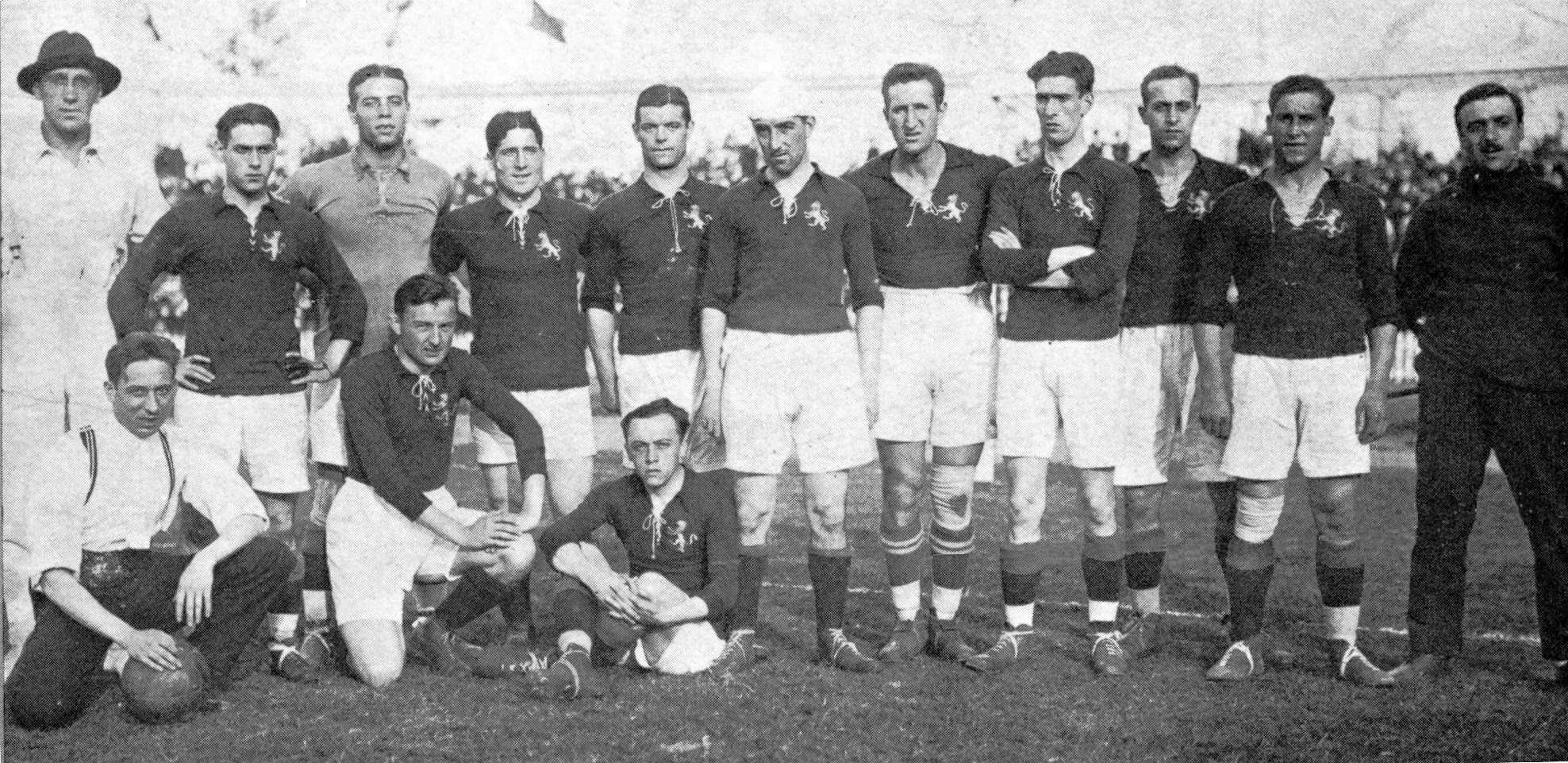
La Selezione spagnola nel 1920 ad Anversa

La nazionale spagnola di calcio fu costituita nel 1920, in occasione della partecipazione ai Giochi olimpici di Anversa: esordì il 28 agosto dello stesso anno al La Butte di Bruxelles contro la Danimarca vincendo per 1-0 con gol di Patricio, che divenne primo marcatore della storia della sua nazionale, la cui prima formazione era la seguente: Zamora, Samitier, Sesúmaga, Otero, Arrate, Belauste, Pichichi, Acedo, Eguiazábal, Patricio e Pagaza.
La selezione spagnola si aggiudicò la medaglia d'argento vincendo il minitorneo che assegnava le medaglie di argento e bronzo, che si disputò dopo la squalifica della Cecoslovacchia, che abbandonò la finale con il Belgio.
Nel 1921 la Spagna disputò la prima partita internazionale in casa, battendo il Belgio 2-0 a Bilbao. Nel 1929 si fregiò anche del prestigio di essere stata la prima squadra non britannica ad aver battuto l'Inghilterra, con una vittoria a Madrid per 4-3.

## Anni trenta
La Spagna non partecipò al campionato del mondo 1930, ma esordì nella competizione soltanto nel 1934. Al mondiale italiano raggiunse i quarti di finale, dove fu sconfitta per 1-0 dall'Italia nella gara di ripetizione, dopo che il primo incontro si era concluso con il risultato di 1-1.

## Anni cinquanta
Al mondiale del 1950, dopo la qualificazione ottenuta a spese del Portogallo (battuto per 5-1 in Spagna e fermato sul 2-2 in casa), vinse il girone di prima fase con Inghilterra, Cile e Stati Uniti, poi terminò in quarta posizione il girone finale con Uruguay, Brasile e Svezia, con un pari e due sconfitte, e di conseguenza chiuse il torneo al quarto posto. Fino al 2010 rimase quello il miglior risultato della Roja al mondiale.
Gli spagnoli mancarono poi la qualificazione al campionato del mondo 1954. Inseriti nel girone con Turchia e Unione Sovietica, dopo il ritiro dei sovietici per motivi politici se la videro con i turchi per un posto al mondiale. La partita d'andata in casa fu vinta per 4-1, ma al ritorno a Istanbul i turchi si imposero per 1-0, sicché, dato che il regolamento dell'epoca non teneva conto della differenza reti, si rese necessaria una partita di spareggio, che si tenne allo stadio Olimpico di Roma tre giorni più tardi. Il pareggio per 2-2, in un'epoca in cui non si faceva ricorso ai tiri di rigore, obbligò da regolamento a un sorteggio per decidere quale delle due nazionali avrebbe avuto la meglio. Fu il bambino italiano Franco Gemma a sorteggiare nell'urna la pallina contenente il nome della Turchia, lasciando fuori gli spagnoli dal mondiale.
Un'altra disfatta spagnola fu registrata nelle qualificazioni al campionato del mondo 1958. Sorteggiata nel girone eliminatorio con Scozia e Svizzera, la Spagna pareggiò per 2-2 con gli elvetici e fu sconfitta per 4-2 dagli scozzesi, trovandosi nelle condizioni di dover vincere le successive due partite e sperare nella vittoria svizzera sugli scozzesi nelle restanti partite. Pur vincendo i due successivi incontri per 4-1, la Roja chiuse al secondo posto il raggruppamento e rimase fuori dal mondiale, dato che la Scozia la superò in classifica per un solo punto.

## Anni sessanta

### L'era Villalonga: il trionfo europeo (1962-1966)

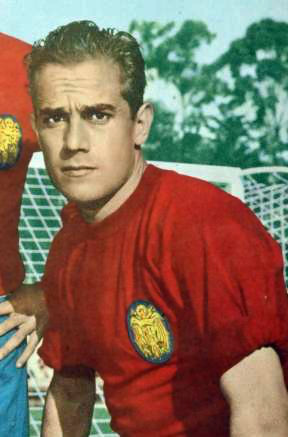
Luis Suárez, campione d'Europa nel 1964.

La Spagna si qualificò al campionato europeo del 1960, prima edizione del torneo. Dopo aver superato il primo turno e aver battuto per 7-2 la Polonia agli ottavi di finale, la Roja si rifiutò per motivi politici, su pressione del dittatore Francisco Franco, di competere contro l'Unione Sovietica, che fu la vincitrice di quell'edizione.
Passata sotto la gestione di José Villalonga, la Spagna prese parte al campionato del mondo 1962 in Cile, ma fu eliminata nella prima fase contro Brasile, Cecoslovacchia e Messico.
Nel campionato europeo del 1964, giocato in casa, la Spagna poteva contare su una grande squadra, composta, tra gli altri, da Luis Suárez, Francisco Gento, Josep Fusté, Amancio Amaro e José Ángel Iribar. Quella compagine, che nelle qualificazioni aveva superato Romania, Irlanda e Irlanda del Nord, eliminò in semifinale la temibile Ungheria battendola per 2-1 e conquistò il primo trofeo della storia calcistica spagnola sconfiggendo l'Unione Sovietica per 2-1 nella finale di Madrid davanti a 125.000 persone che gremivano il Santiago Bernabéu. Jesús María Pereda portò in vantaggio la formazione di casa dopo appena 6 minuti di gara, ma la Spagna necessitò di un gol di testa negli ultimi minuti di Marcelino Martínez per vincere, dato che Galimzjan Chusainov aveva pareggiato su calcio di punizione. La vigilia della partita fu carica di tensioni politiche, dovute ai fatti di quattro anni prima.

### L'era Balmanya (1966-1968)
Dal 1966 al 1980 la nazionale spagnola attraversò un periodo buio. Con la partenza di Villalonga la Spagna entrò in un quindicennio che vide gli iberici assenti da tutte le competizioni internazionali, a eccezione del campionato d'Europa 1968, quando l'eliminazione arrivò ai quarti di finale contro l'Inghilterra.

## Anni settanta
Al campionato d'Europa 1976 la Spagna, dopo aver sconfitto Romania, Scozia e Danimarca, fu eliminata ai quarti di finale. Ad Argentina '78 tornò a disputare la fase finale di un Mondiale dopo dodici anni. La squadra iberica si era qualificata alla fase finale grazie al primo posto nel girone con Jugoslavia e Romania, ottenuto vincendo a Siviglia contro gli jugoslavi e battendo in trasferta entrambe le avversarie, rendendo ininfluente la sconfitta patita a Bucarest. In Argentina fu sorteggiata nel girone C con Brasile, Austria e Svezia. Persa la partita con gli austriaci (1-2), pareggiò per 0-0 la partita con i verdeoro, ricordata per un incredibile errore a porta vuota di Julio Cardeñosa. Nell'ultimo match contro la Svezia vinse per 1-0, ma il successo non bastò per superare il turno.

## Anni ottanta

### L'era Santamaría (1980-1982)
Anche il campionato d'Europa 1980 in Italia fu avaro di soddisfazioni per gli iberici, che si erano qualificati alla fase finale superando Romania, Jugoslavia e Cipro. La Spagna si rivelò la formazione più debole del suo girone: furono fatali le sconfitte contro Inghilterra e Belgio e il pareggio contro l'Italia.
Il campionato mondiale 1982 si giocò in Spagna e per la prima volta il torneo vide la partecipazione di 24 squadre. Malgrado le grandi aspettative riposte sulla nazionale di casa, le furie rosse guidate da José Santamaría non riuscirono a lasciare il segno. Superata a fatica la prima fase a gironi (un pari, una vittoria e una sconfitta: 1-1 con l'Honduras, 2-1 con la Jugoslavia e 0-1 con l'Irlanda del Nord), la Spagna fu inserita nel gruppo B della seconda fase insieme a Germania Ovest e Inghilterra. Fu eliminata dopo la sconfitta (1-2) contro i tedeschi occidentali e il pareggio a reti inviolate contro l'Inghilterra. Santamaría fu esonerato al termine del mondiale.

### L'era Muñoz (1984-1988)
Dopo la coppa del mondo del 1982 disputata in casa, sulla panchina della nazionale tornò dopo tredici anni Miguel Muñoz. La qualificazione alla fase finale del campionato d'Europa 1984 in Francia fu ottenuta in modo rocambolesco. Inserita in un girone di qualificazione con Paesi Bassi, Irlanda, Islanda e Malta, nell'ultima partita la Spagna aveva bisogno di vincere contro Malta con 11 gol di scarto, unica situazione che le avrebbe consentito di superare nel computo della differenza reti i Paesi Bassi, che avevano già terminato i propri impegni. Il primo tempo si concluse sul punteggio di 3-1 e le speranze spagnole parvero svanire, ma nella ripresa gli iberici misero clamorosamente a segno i nove gol che servivano per qualificarsi. Santillana e Hipólito Rincón realizzarono quattro gol a testa, due marcature furono di Antonio Maceda, una di Sarabia e l'ultima, decisiva, di Señor all'83º minuto di gioco.

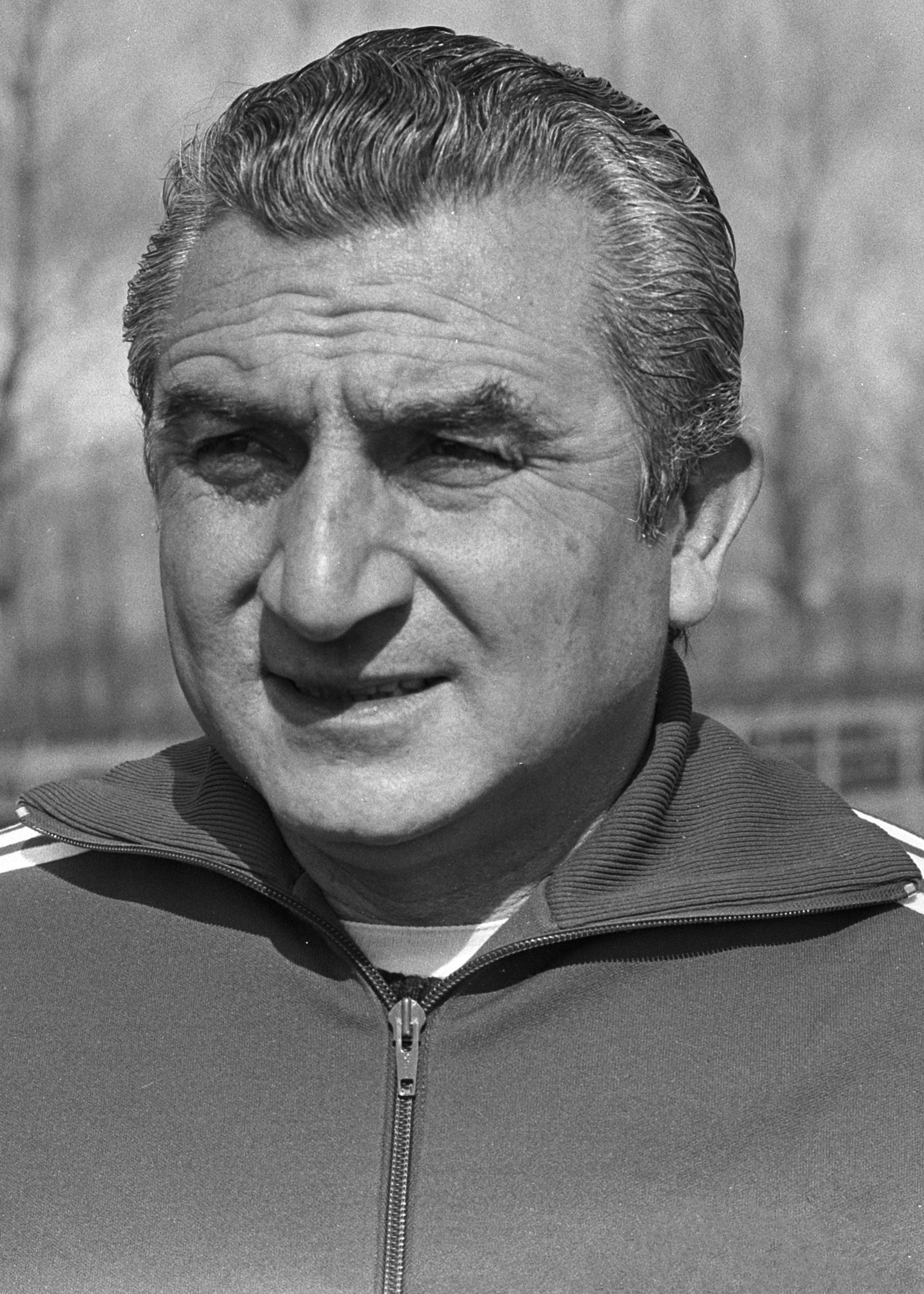
Miguel Muñoz, allenatore della Roja dal 1984 al 1988.

Nel gruppo B della fase conclusiva del torneo la Spagna sfidò Germania, Portogallo e Romania. Ai pareggi per 1-1 contro Romania e Portogallo seguì la sorprendente vittoria per 1-0 contro la favorita Germania, successo che riscattò la sconfitta patita due anni prima. In semifinale la Roja se la vide con la Danimarca e la sconfisse ai rigori per 5-4 dopo che i supplementari si erano conclusi sull'1-1. In finale ad attendere le Furie rosse c'era la Francia di Platini padrona di casa. I francesi vinsero per 2-0, ma per gli spagnoli fu comunque il secondo miglior risultato di tutti i tempi.
Muñoz guidò la Spagna anche alla qualificazione per il campionato del mondo 1986, superando facilmente Scozia, Galles e Islanda. La giovane formazione iberica fu sorteggiata nel girone con Brasile, Irlanda del Nord e Algeria. Sconfitta all'esordio contro i verdeoro (1-0) anche se aveva segnato con Michel un gol regolare non concesso dall'arbitro australiano Joseph Bambridge, batté per 2-1 l'Irlanda del Nord e per 3-0 l'Algeria. Agli ottavi travolse per 5-1 la Danimarca con quattro gol di Emilio Butragueño, ma ai quarti fu sconfitta ai rigori dal Belgio.
Rimasta sotto la guida di Muñoz, la Spagna si qualificò senza patemi per il campionato d'Europa 1988 avendo la meglio su Austria, Romania e Albania. Nella fase finale fu inserita nel girone A insieme con Germania Ovest, Italia e Danimarca. Vinse per 3-2 al debutto contro i danesi, ma poi uscì sconfitta dalle partite contro italiani (1-0) e tedeschi occidentali (2-0).

## Anni novanta

### Da Suárez a Miera (1990-1992)
Gli anni novanta cominciarono con la nomina di Luis Suárez a CT. L'ex bandiera dell'Inter chiamò in squadra molti giovani, da Manuel Jiménez Jiménez a Genar Andrinua a Martín Vázquez. Qualificatasi con facilità al campionato del mondo 1990 vincendo il girone con Irlanda, Ungheria, Irlanda del Nord e Malta, in Italia fu messa di fronte a Belgio, Uruguay e Corea del Sud nel gruppo E. Pareggiò a reti bianche contro gli uruguaiani e poi vinse sia contro gli asiatici (3-1) sia contro i belgi (2-1), che l'avevano sconfitta quattro anni prima in Messico. Agli ottavi di finale, però, fu eliminata dalla Jugoslavia (2-1), non riuscendo quantomeno a ripetere il piazzamento del 1986.
Con il nuovo CT Vicente Miera la Spagna mancò la qualificazione al campionato d'Europa 1992, arrivando terza dietro Francia e Cecoslovacchia nelle qualificazioni. Miera in seguito guidò anche la Nazionale olimpica che, nello stesso anno, conquistò la Medaglia d'oro ai Giochi olimpici di Barcellona.

### L'era Clemente (1992-1998)

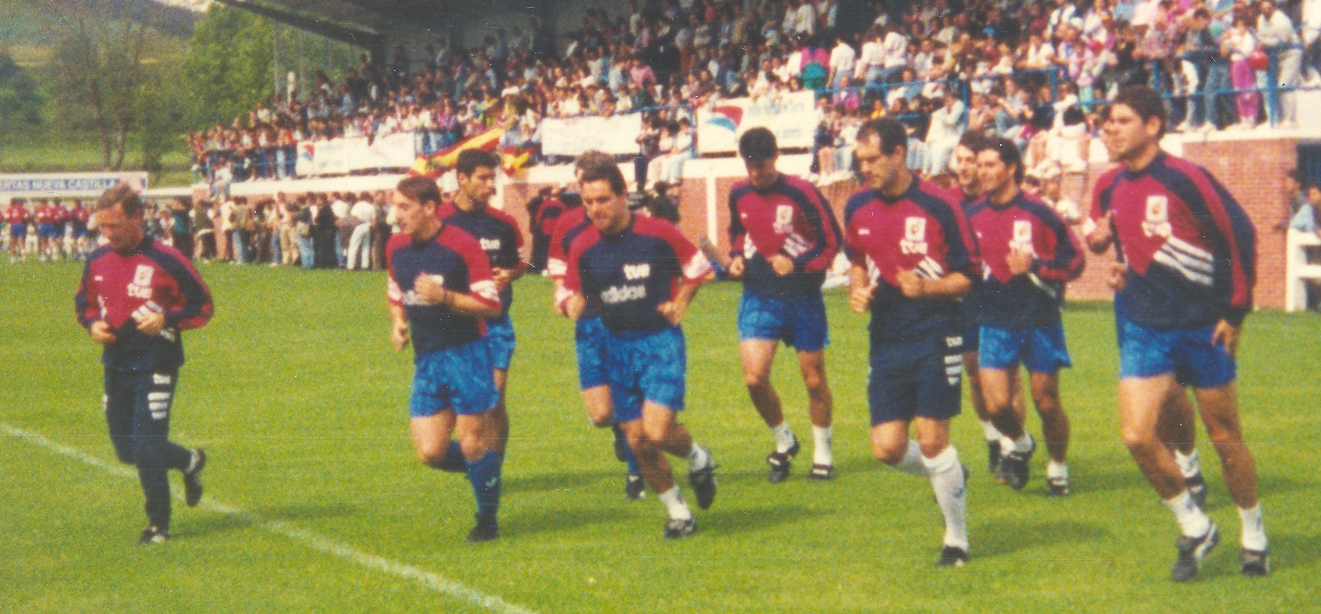
La Spagna in allenamento con Clemente a Puente Viesgo nel maggio 1994

Con la nomina del nuovo commissario tecnico Javier Clemente furono subito chiari i propositi di successo della federazione spagnola. La qualificazione al campionato del mondo 1994 fu conseguita in modo autorevole: in 12 partite gli iberici guadagnarono ben 19 punti. Nella fase finale, organizzata dagli Stati Uniti, gli spagnoli se la videro con Germania, Bolivia e Corea del Sud nel gruppo C. Nonostante i favori del pronostico, non andarono oltre il pari contro i sudcoreani (2-2, dopo aver sprecato due gol di vantaggio) e nella sfida contro la Germania pareggiarono per 1-1. Si qualificarono alla fase a eliminazione diretta grazie alla vittoria per 3-1 contro la Bolivia. Eliminata la Svizzera agli ottavi (3-0), ai quarti di finale furono sconfitti per 2-1 dall'Italia in una partita segnata da un controverso episodio in area di rigore spagnola, dove Mauro Tassotti ruppe il naso a Luis Enrique con una gomitata, ma non fu punito dal direttore di gara.
Poco prima Roberto Baggio aveva siglato il gol decisivo per gli azzurri.
Qualificatasi per il campionato d'Europa 1996 dopo aver affrontato Danimarca, Belgio, Cipro, Macedonia del Nord e Germania nelle eliminatorie, in Inghilterra la squadra di Clemente fu messa di fronte a Francia, Romania e Bulgaria. Al pareggio per 1-1 contro i bulgari seguì un identico pari contro la Francia, ottenuto negli ultimi minuti. Vincendo per 2-1 contro la Romania, la Spagna si garantì l'accesso ai quarti, dove cadde contro l'Inghilterra padrona di casa ai rigori.

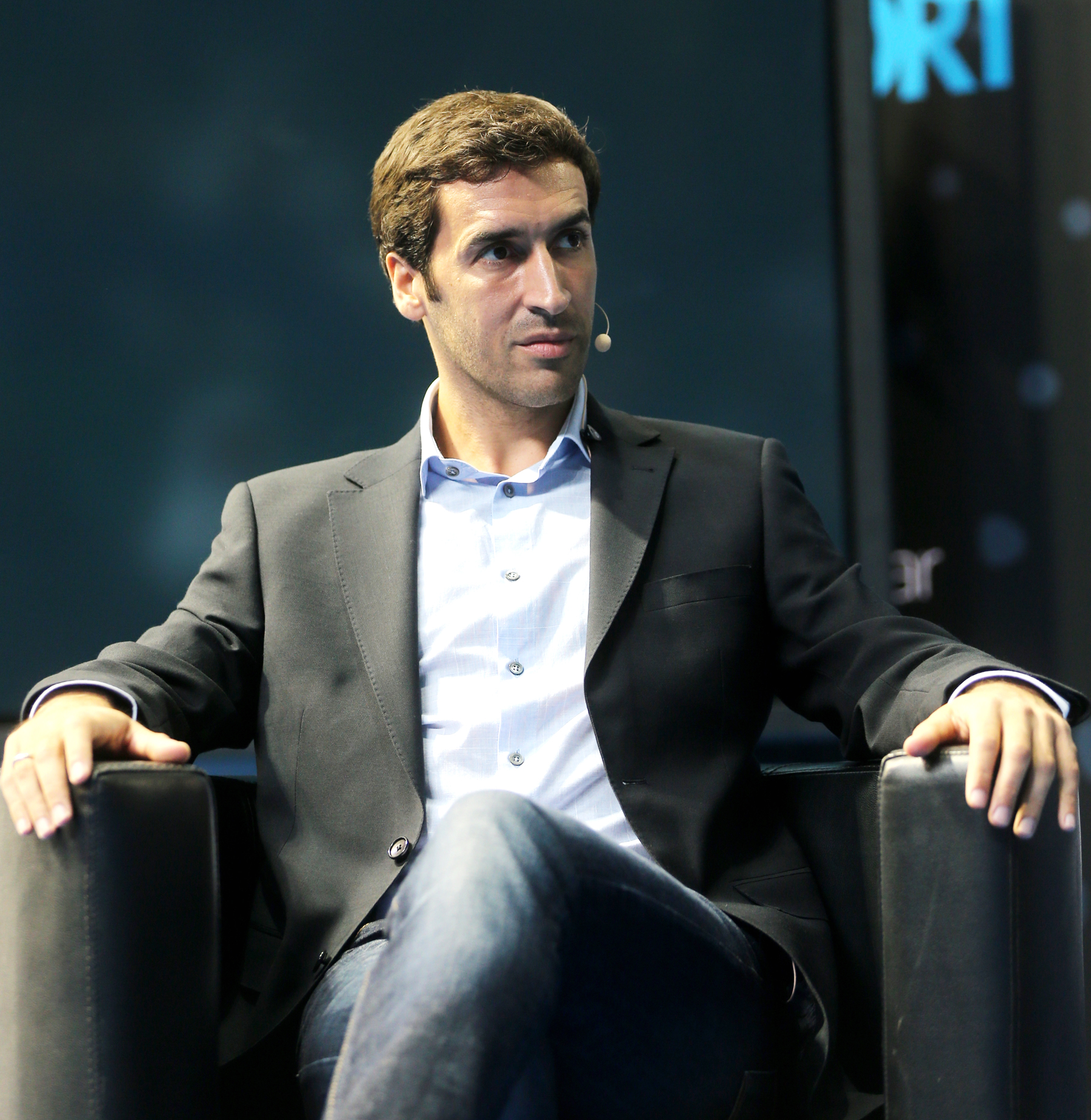
Raúl, 102 presenze e 44 gol con la Spagna

Guidata dal talento di Raúl e Fernando Morientes, la compagine iberica si qualificò per il campionato del mondo 1998 senza difficoltà. Nel girone di qualificazione prevalse su Jugoslavia e Rep. Ceca, le avversarie più agguerrite, e diventò una delle 14 squadre europee che parteciparono alla prima edizione del mondiale a 32 squadre. In Francia, nel gruppo D, la Spagna esordì male. Andò al riposo contro la Nigeria in vantaggio per 2-1, ma nella ripresa subì due gol, complice anche un errore del portiere Andoni Zubizarreta, e perse per 3-2. Con il Paraguay pareggiò per 0-0 e nell'ultima gara, malgrado il largo successo (6-1) contro la Bulgaria, non superò il turno, perché la Nigeria perse per 3-1 contro i paraguaiani. Per la Spagna fu il peggior mondiale della sua storia.

## Anni duemila

### L'era Camacho (1998-2002)
Sorteggiata in un girone abbordabile con Israele, Cipro, Austria e San Marino nel gruppo 6 delle qualificazioni europee al campionato d'Europa 2000, la Spagna perse clamorosamente all'esordio contro Cipro (3-2) a Larnaca. Clemente lasciò l'incarico "per il bene dei giocatori e del calcio spagnolo" e fu sostituito da José Antonio Camacho, che debuttò con una vittoria in rimonta per 2-1 contro Israele. A Valencia, nella partita successiva, la Spagna travolse per 9-0 l'Austria e si ripeté contro i sammarinesi (6-0 e 9-0). Dopo un'altra vittoria (3-1) in casa degli austriaci, gli spagnoli vendicarono la sconfitta di Larnaca con un roboante 8-0 contro i ciprioti a Badajoz. La vittoria finale contro Israele (3-0) concluse un girone giocato alla grande dagli iberici.
Guidata da stelle del calibro di Raúl, Fernando Morientes e Juan Carlos Valerón, in Belgio e Paesi Bassi la Spagna fu inserita nel gruppo C. Perse per 1-0 contro la Norvegia anche per via di un errore del portiere Molina, che lasciò il posto di titolare a Cañizares. Poi vinse per 2-1 contro la Slovenia e per 4-3 contro la Jugoslavia (rimontando il 2-3 tra il quarto e il quinto minuto di recupero), vincendo il girone e accedendo ai quarti. Qui fu eliminata dalla Francia, che la batté per 2-1. Raúl fallì un rigore negli ultimi minuti del match.

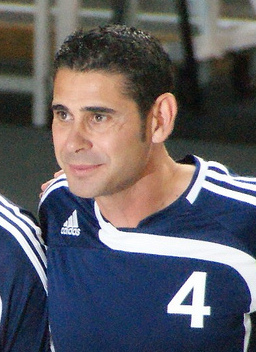
Fernando Hierro, colonna della difesa e del centrocampo della Spagna dal 1989 al 2002 e poi allenatore della nazionale

Austria, Israele, Bosnia ed Erzegovina e Liechtenstein non rappresentarono ostacoli insormontabili per gli spagnoli, che si qualificarono molto facilmente per il campionato del mondo 2002 vincendo tutte le partite tranne due (pareggi esterni con austriaci e israeliani). Il gruppo B vide la Spagna fronteggiare Slovenia, Paraguay e Sudafrica. La squadra di Camacho cominciò per il verso giusto, battendo per 3-1 Slovenia e Paraguay e confermandosi nell'ultima partita contro il Sudafrica (3-2). Vinto il girone con nove punti, agli ottavi di finale affrontò l'Irlanda in una partita emozionante e combattuta. Gli irlandesi riuscirono a pareggiare negli ultimi minuti il gol in avvio di Morientes e portarono la sfida ai supplementari, ma il risultato non si sbloccò prima dei rigori. Dal dischetto la sfida si confermò serrata: per decretare il vincitore si dovette attendere il decimo tiro, quello di Gaizka Mendieta, che siglò il decisivo 3-2. Anche il giovane portiere iberico Iker Casillas fu decisivo, parando due dei tre rigori falliti dagli avversari e proiettando la Spagna ai quarti. Contro i padroni di casa della Corea del Sud allenati dall'esperto Guus Hiddink, che agli ottavi avevano eliminato l'Italia con un golden goal, la Spagna fu eliminata ai rigori dopo lo 0-0 dei 120 minuti di gioco. Tuttavia non mancarono gli episodi in cui la Corea del Sud parve favorita dall'arbitro, tra cui due gol regolari annullati agli spagnoli. Gli errori furono ammessi dalla FIFA. La stampa iberica fu particolarmente dura al riguardo, parlando di "un furto, l'Italia aveva ragione" (AS) e "mani in alto" (Mundo Deportivo).

### L'era Sáez (2002-2004)
Nel 2002 toccò all'allenatore della Spagna Under-21, Iñaki Sáez, prendere il timone della Nazionale maggiore. Oltre a guidare la Spagna alla medaglia d'argento alle Olimpiadi di Sydney, Sáez aveva vinto un Europeo Under-21, un Mondiale Under-20 e un Europeo Under-19.
Arrivata seconda alle spalle della Grecia nelle qualificazioni al campionato d'Europa 2004, la Spagna sconfisse la Norvegia ai play-off e volò in Portogallo, dove era tra le favorite per la vittoria finale. Finita nel Gruppo A con i padroni di casa del Portogallo, la Russia e la Grecia, era pronosticata come vincitrice del girone. Il 12 giugno le Furie Rosse esordirono contro la Russia e vinsero prevedibilmente per 1-0, ma quattro giorni dopo incapparono in un pareggio (1-1) a posteriori fatale contro la Grecia (che avrebbe vinto a sorpresa la competizione), contro la quale la Spagna sfiorò più volte il raddoppio e venne punita dall'unico tiro in porta degli ellenici. Nell'ultima giornata del girone gli spagnoli persero per 1-0 contro il Portogallo, che si portò in testa al girone, mentre una sconfitta per 2-1 con la Russia premiava comunque la Grecia che, a parità di punti e differenza reti, passava per il maggior numero di reti segnate. Il risultato fu un'amara eliminazione al primo turno.

### L'era Aragonés: il secondo titolo europeo (2004-2008)

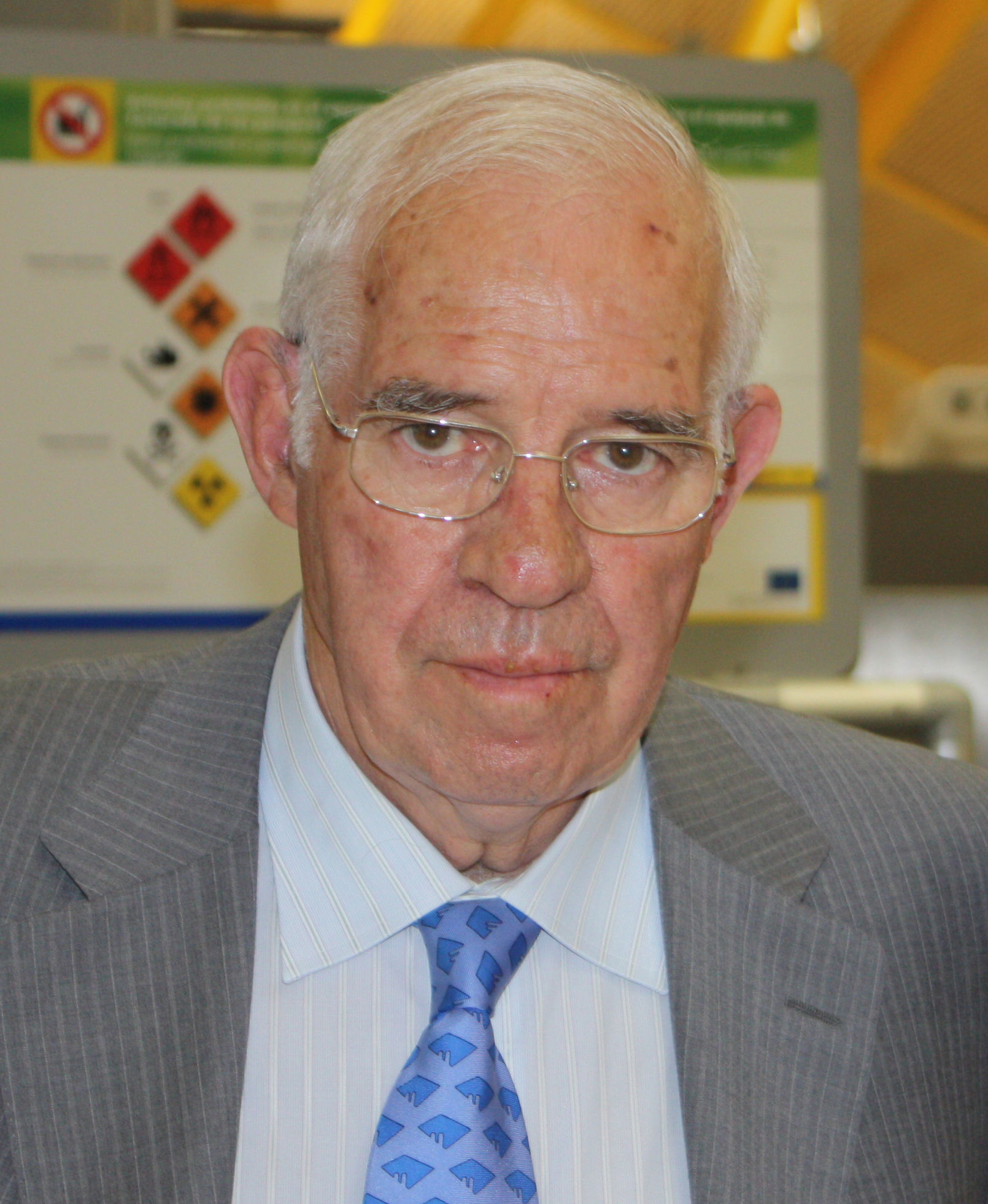
Luis Aragonés, allenatore dal 2004 al 2008, ha aperto il ciclo vincente della Roja

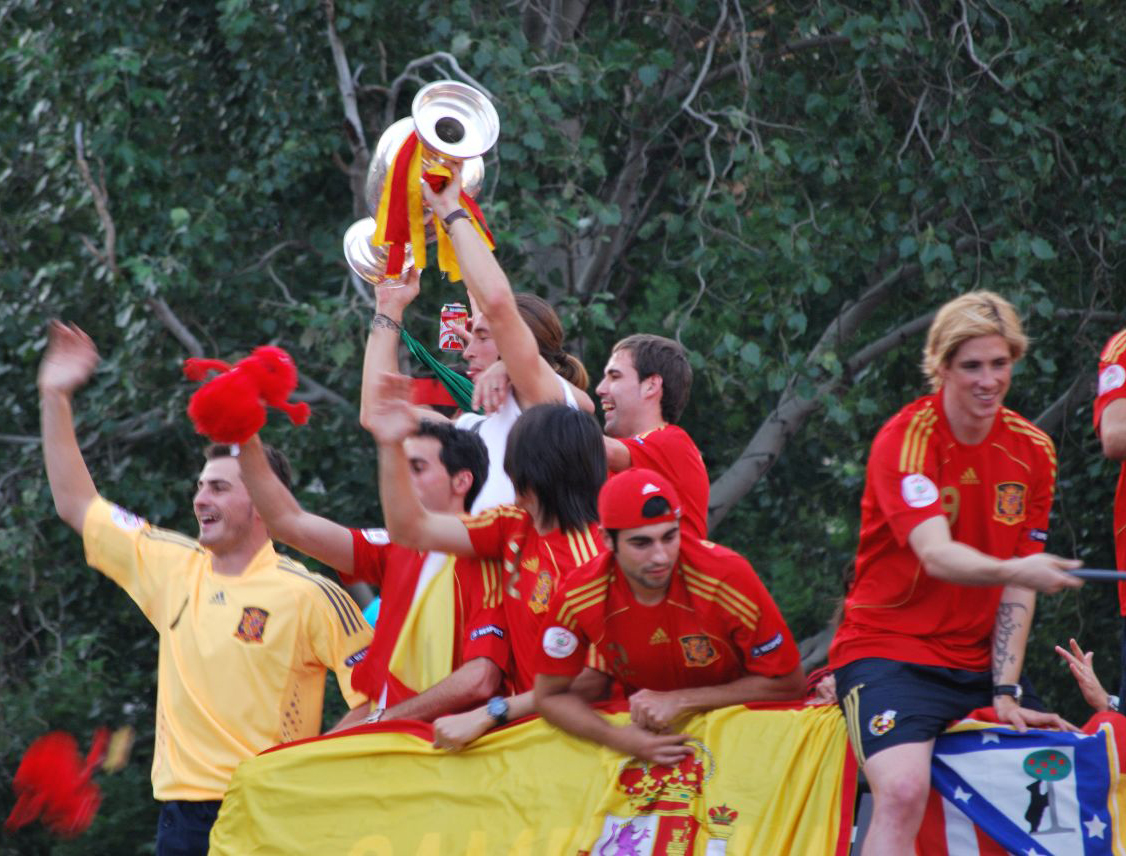
Giocatori della Spagna alzano il trofeo del campionato d'Europa del 2008 davanti ai tifosi

Sáez fu esonerato e sostituito con Luis Aragonés, che esordì vincendo per 3-2 contro il Venezuela in un'amichevole giocata a Las Palmas, alle Isole Canarie, il 18 agosto 2004. Qualificatasi ai Mondiali di Germania 2006 vincendo lo spareggio contro la Slovacchia e dopo essere arrivata seconda nel girone vinto dalla Serbia e Montenegro, la Spagna di Aragonés fu inserita nel gruppo H con Ucraina, Arabia Saudita e Tunisia. Dopo aver disputato un ottimo primo turno (9 punti su 9 disponibili), fu eliminata negli ottavi di finale dalla Francia (1-3 il risultato finale), confermatasi bestia nera degli iberici nelle manifestazioni ufficiali.
Al campionato d'Europa 2008, sospinta dai gol di David Villa, la formazione allenata da Aragonés vinse il proprio raggruppamento davanti a Russia, Svezia e Grecia con tre vittorie (rispettivamente 4-1, 2-1, 2-1), qualificandosi per i quarti di finale, dove batté l'Italia dopo i tiri di rigore (0-0 dopo i tempi supplementari). In semifinale ebbe la meglio ancora contro i russi, battuti nettamente per 3-0. Nella sua prima finale dopo 24 anni affrontò la Germania e vinse per 1-0 grazie al gol di Fernando Torres, tornando a vincere il torneo dopo 44 anni di attesa. Il centrocampista Xavi fu eletto miglior giocatore del torneo e l'attaccante David Villa fu capocannoniere con 4 gol.
La vittoria in campo europeo issò la Spagna al primo posto della Classifica mondiale della FIFA del luglio 2008 superando l'Italia, l'Argentina e il Brasile in un colpo solo; questa fu la prima volta in vetta per le Furie Rosse dall'introduzione del sistema di classificazione per le Nazionali di calcio nel 1993.

## Anni duemiladieci

### L'era Del Bosque: il primo titolo mondiale e il terzo titolo europeo (2008-2016)

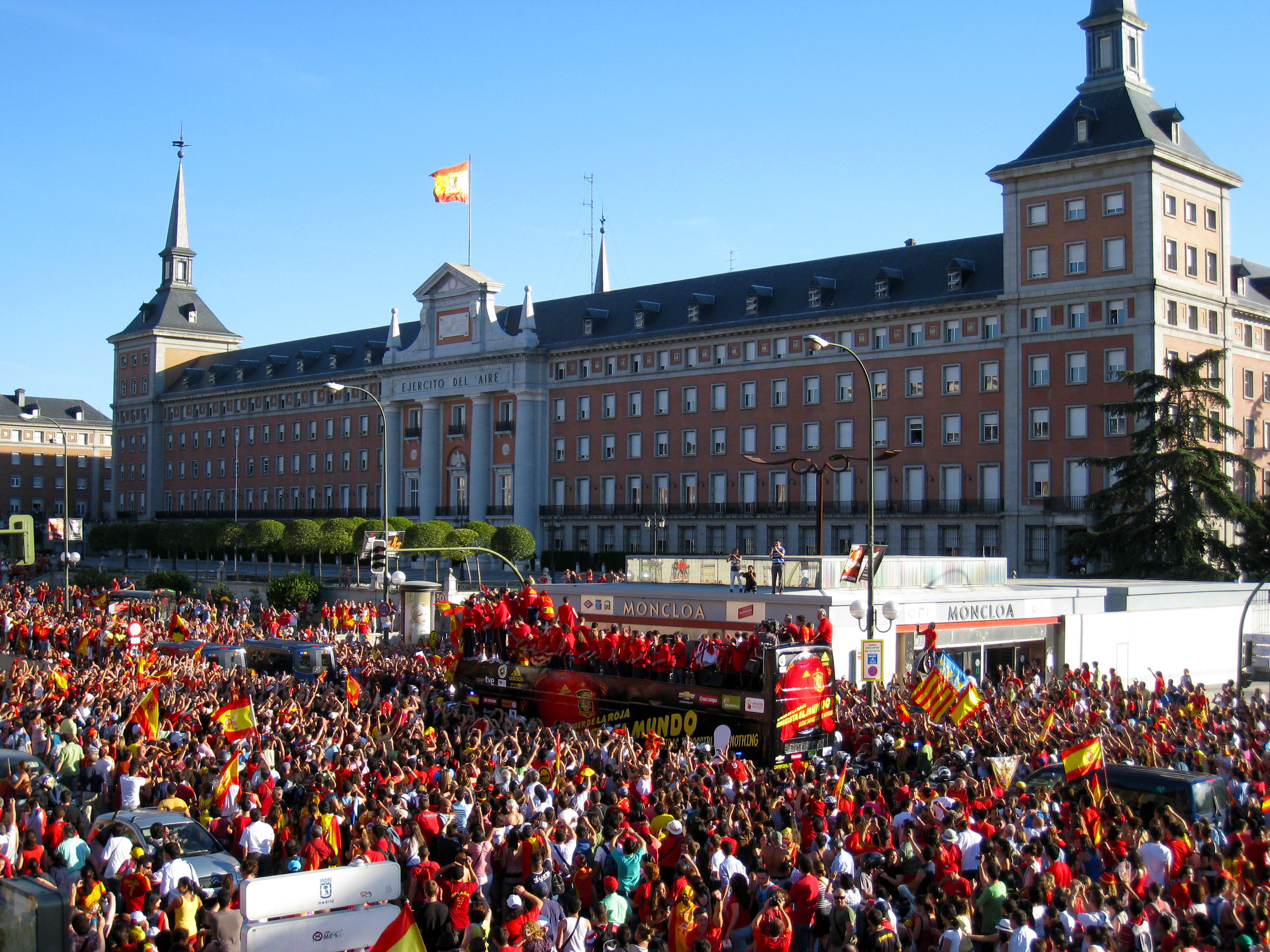
Festeggiamenti a Madrid per la vittoria del campionato del mondo 2010

Dopo la conquista dell'alloro continentale, Aragonés fu sostituito in panchina da Vicente Del Bosque. Il nuovo commissario tecnico partì con il piede giusto, tanto che la squadra non subì alcuna sconfitta fino al giugno 2009. In questo periodo, le Furie rosse parteciparono - in qualità di miglior formazione del vecchio continente - alla Confederations Cup. Superato facilmente il primo turno, gli iberici crollarono a sorpresa contro gli Stati Uniti nelle semifinali: il k.o. per 2-0 fermò a 35 i risultati utili consecutivi (con 15 vittorie di fila, 13 delle quali ottenute nella stagione 2008-09). Fu conquistato il terzo posto, sconfiggendo per 3-2 i padroni di casa sudafricani nel match di consolazione.
Nell'autunno 2009, la Spagna ottenne il biglietto per la rassegna iridata col lusinghiero bottino di 10 vittorie in altrettante gare della fase eliminatoria. Il ranking Fifa dell'anno la posizionò, inoltre, come la miglior squadra del 2009 con 1 627 punti in graduatoria.
Il torneo in Sudafrica si aprì con una clamorosa sconfitta per gli iberici, piegati dalla Svizzera. La qualificazione agli ottavi venne comunque raggiunta grazie alle vittorie su Honduras (2-0) e Cile. Nella fase a eliminazione diretta, un gol di Villa (già autore della doppietta ai centramericani) fu sufficiente per battere il Portogallo; l'attaccante si ripeté nei quarti, dando la vittoria contro il Paraguay. Entrata così nella top 4 per la prima volta dal 1950, la Roja regolò in semifinale la Germania con una rete di Puyol. Alla prima finale mondiale della sua storia, la Spagna affrontò l'Olanda: il risultato di partenza (0-0) si trascinò fino ai supplementari, quando la marcatura di Iniesta risolse la contesa. Gli iberici aggiunsero al loro palmarès una storica Coppa del mondo, risultando al contempo la prima formazione europea a conquistare il titolo al di fuori dei confini continentali.

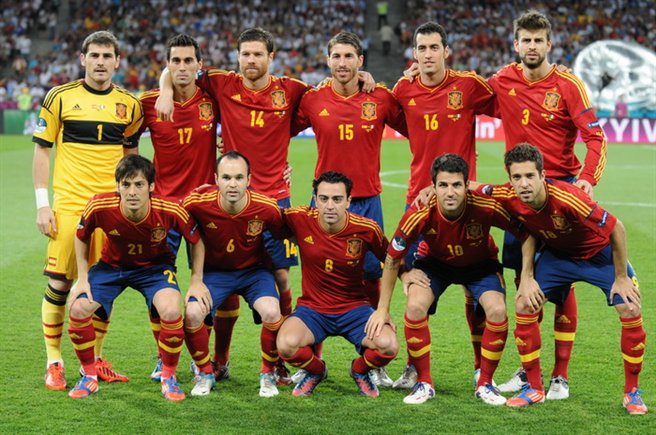
La formazione spagnola scesa in campo contro l'Italia nella finale del campionato europeo del 2012.

La Spagna, campione d'Europa in carica, si qualificò al campionato europeo 2012 da prima classificata nel gruppo I delle qualificazioni, con 8 vittorie in 8 partite giocate, dopo aver sconfitto Rep. Ceca, Scozia, Lituania e Liechtenstein. In Polonia e Ucraina, sorteggiata nel gruppo C della fase a gironi con Italia, Croazia e Irlanda, la squadra iberica aprì il girone con un pareggio per 1-1 in rimonta contro gli azzurri, poi batté largamente l'Irlanda (4-0) e di misura la Croazia (1-0 con rete a due minuti dal termine). Qualificatasi come prima del raggruppamento alla fase successiva, agli ottavi di finale la Roja incontrò la Francia e spezzò il tabù che la vedeva mai vincente contro la Francia in partite ufficiali, grazie a un successo per 2-0, poi eliminò in semifinale il Portogallo. Dopo lo 0-0 dei tempi supplementari, gli spagnoli si imposero per 4-2 sui lusitani ai tiri di rigore con realizzazione decisiva di Cesc Fàbregas, che aprì alle Furie rosse le porte alla finale per la seconda edizione consecutiva del campionato d'Europa. A Kiev, nella finale del campionato d'Europa 2012 si affrontarono Spagna e Italia, già avversarie nel girone una ventina di giorni prima. Gli spagnoli sbloccano il risultato già al 14' con David Silva, poi, approfittando anche di un'Italia stremata dall'estenuante semifinale contro la Germania e costretta a rinunciare a gara in corso alla colonna difensiva Giorgio Chiellini, raddoppiano al 41' con Jordi Alba, al primo gol in nazionale. Nella ripresa, al 60', l'Italia perde il subentrato Thiago Motta a causa di un infortunio; avendo già esaurito i cambi, la squadra di Prandelli rimane, dunque, in dieci uomini per il resto della gara. Il punteggio viene arrotondato all'84' da Fernando Torres, che si laurea così capocannoniere del torneo ex aequo con altri cinque calciatori, e all'86' dal subentrato Juan Mata, per il definitivo 4-0.

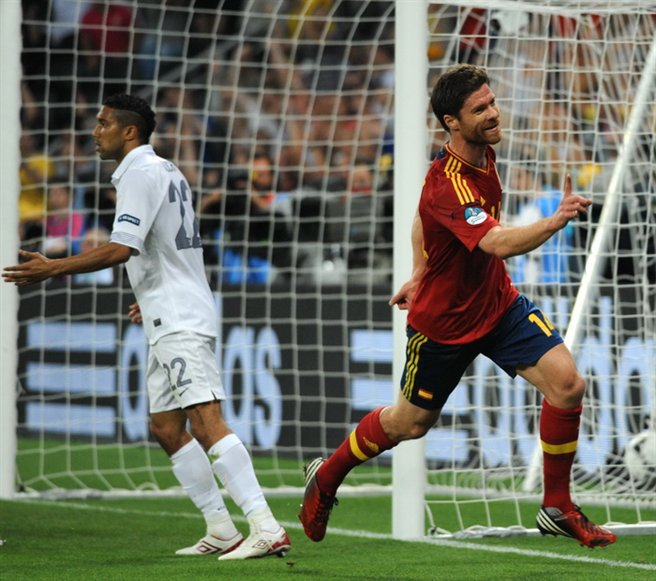
Il centrocampista Xabi Alonso esulta dopo la rete ai quarti di finale del campionato europeo del 2012 contro la.

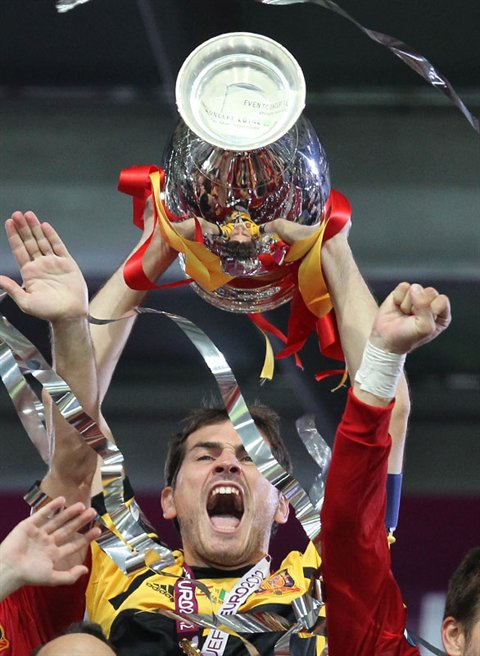
Il capitano Casillas alza il trofeo al cielo dopo la vittoria in finale, contro l'.

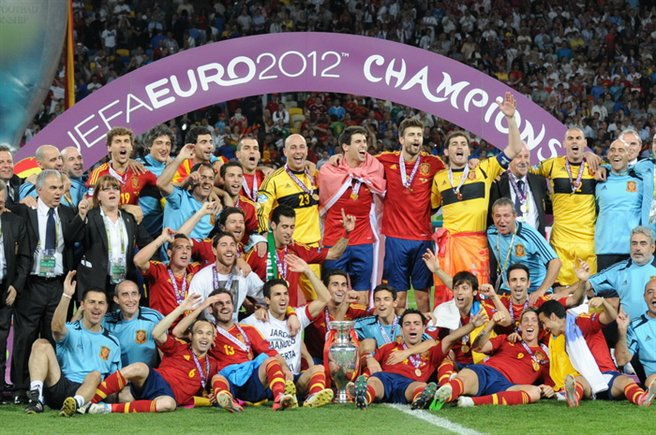
La Roja celebra il successo per 4-0 ai danni dell' al campionato d'Europa del 2012, che ha consentito la vittoria del terzo titolo europeo.

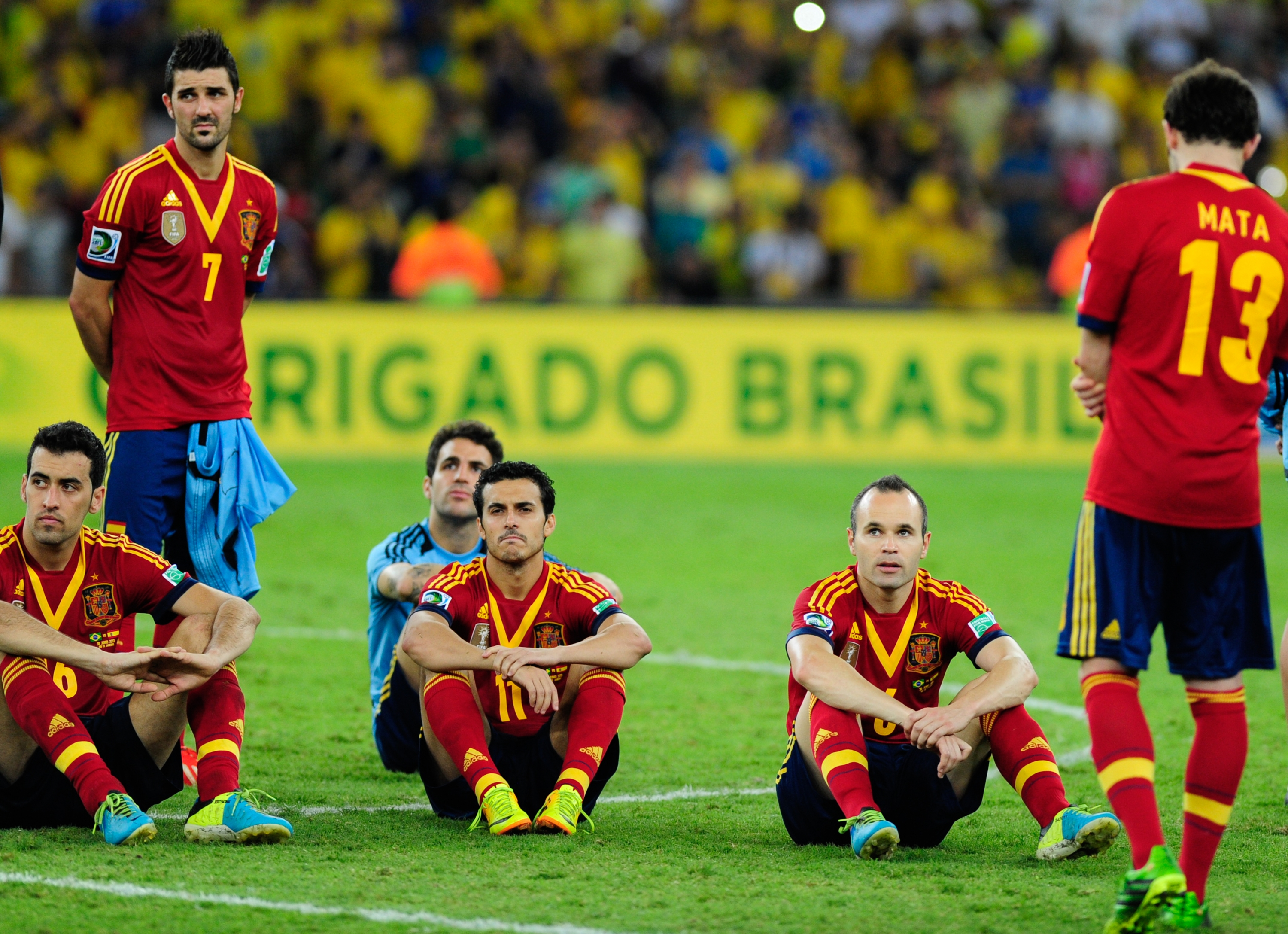
La delusione dei giocatori della nazionale spagnola sconfitti dal nella finale della Confederations Cup 2013.

Grazie al successo di Kiev la Spagna diventa la prima squadra a vincere due edizioni consecutive dell'europeo, la prima a vincere tre titoli principali consecutivi (campionato europeo del 2008, campionato del mondo del 2010, campionato europeo del 2012) nonché la squadra più vincente nella storia dell'europeo insieme alla Germania (tre successi). Andando a segno nella finale, Fernando Torres è il primo calciatore a segnare in due finali consecutive del campionato d'Europa.
In quanto campione del mondo in carica, la Spagna partecipa poi alla Confederations Cup 2013 in Brasile, dove è inserita nel gruppo B. Gli iberici vincono contro l'Uruguay per 2-1, contro Tahiti per 10-0 (quaterna di Torres), stabilendo in quest'ultimo caso la maggiore goleada della storia del Maracanã, e contro la Nigeria per 3-0. La semifinale vede di nuovo di fronte Spagna e Italia e anche questa volta la spuntano gli spagnoli, vittoriosi per 7-6 ai tiri di rigore (0-0 dopo i tempi supplementari, decisivo il tiro dal dischetto di Jesús Navas). In finale, al Maracanã contro il Brasile padrone di casa, la Spagna perde malamente per 3-0, fallendo anche un calcio di rigore (sul punteggio di 3-0 per i brasiliani) con Sergio Ramos. L'espulsione di Piqué al 71' è la prima per la Spagna dopo 91 partite e per la selezione spagnola si tratta della prima sconfitta dopo 29 partite. Fernando Torres vince la classifica dei marcatori del torneo a pari merito con il brasiliano Fred grazie alle 5 reti realizzate.
La Spagna campione del mondo e d'Europa in carica è sorteggiata nel girone I delle qualificazioni al campionato mondiale del 2014, il gruppo con il minor numero di nazionali, che include anche Francia,Bielorussia, Georgia e Finlandia.
Nelle qualificazioni al campionato del mondo del 2014 la Spagna affronta Francia, Finlandia, Georgia, Bielorussia. Dopo due vittorie, con Pedro che sigla la prima tripletta da calciatore contro i bielorussi, gli iberici vengono fermati sul pari in casa dalla Francia, che interrompe a 24 la serie di gare vittoriose della Roja. Dopo il pari con i finlandesi, la squadra di Del Bosque vince in casa della Francia e della Finlandia e tra le mura amiche contro la Bielorussia, poi ottengono la qualificazione battendo la Georgia. Gli iberici superano il girone I da primi e imbattuti, con 20 punti, frutto di 6 vittorie e 2 pari in 8 incontri. I gol segnati sono 14, di cui 4 con Pedro, il migliore marcatore della Roja, mentre quelli subiti solo 3.
Una grande novità nelle maglie delle Furie rosse per il campionato del mondo del 2014 è la prima divisa totalmente rossa, inclusi pantaloncini e calzettoni. Altra novità degna di nota sono i ricamati in oro, stesso colore utilizzato per numeri e nomi sulla schiena. Sul petto campeggia la patch FIFA che identifica gli spagnoli come campioni uscenti sulla destra e lo stemma nazionale sulla sinistra sovrastato dalla stella del palmarès mondiale.
Persi per infortunio il portiere Víctor Valdés e il difensore Álvaro Arbeloa, Del Bosque convoca per il campionato del mondo Diego Costa, attaccante brasiliano naturalizzato spagnolo. La Spagna campione del mondo e d'Europa è considerata, prima dell'inizio del campionato mondiale di Brasile 2014, una delle favorite per la vittoria finale, ma le aspettative saranno totalmente disattese. Inserita dal sorteggio nel girone B con Paesi Bassi, Cile e Australia, la Roja incontra nuovamente i Paesi Bassi come nella finale del mondiale di quattro anni prima, ma stavolta perde clamorosamente per 5-1. Nella seconda partita subisce una nuova sconfitta, questa volta contro il Cile, per 2-0. Ne consegue un'aritmetica eliminazione dal mondiale già al primo turno, contro la quale la vittoria per 3-0 nell'ultima gara contro l'Australia non serve a niente. La nazionale spagnola entra così terza nella lista degli eliminati al primo turno da campioni uscenti (dopo Italia, campione nel 2006 ed eliminata al primo turno nel 2010, e Francia, campione nel 1998 ed eliminata nel primo turno nel 2002, seguite dalla Spagna nel 2014 e dalla Germania, campione nel 2014 e poi eliminata al primo turno nel 2018), e diventa anche la prima nazionale campione del mondo in carica a subire due sconfitte consecutive.
Malgrado la pesante sconfitta nella finale di Confederations Cup e il flop al mondiale brasiliano, la Federazione calcistica della Spagna conferma la sua fiducia a Del Bosque in vista del campionato d'Europa 2016. La squadra iberica è inserita nel girone di qualificazione con Ucraina, Slovacchia, Bielorussia, Macedonia del Nord e Lussemburgo. Poco prima dell'inizio delle qualificazioni lasciano la nazionale due pedine rappresentative come Xavi e Xabi Alonso, mentre calciatori come David Villa (miglior marcatore nella storia della nazionale con 59 gol) e Fernando Torres non saranno più convocati. Vittoriosa all'esordio nelle eliminatorie, la Spagna subisce in Slovacchia la prima sconfitta delle qualificazioni europee o mondiali dopo 36 partite (dal 7 ottobre 2006). La Roja sconfigge poi il Lussemburgo e la Bielorussia nella gara in cui Casillas diviene il calciatore con più partite vinte (32) nella storia del campionato d'Europa, contando sia le partite di qualificazione sia quelle della fase finale. La squadra di Del Bosque consegue altre cinque vittorie, qualificandosi per la nona volta alla fase finale di un campionato d'Europa. Nell'ultima partita, a qualificazione già ottenuta, le Furie rosse battono per 1-0 l'Ucraina a Kiev, facendo registrare per la prima volta nelle qualificazioni una striscia di imbattibilità della propria porta di otto partite.
Dei 23 giocatori convocati da Del Bosque per il campionato d'Europa del 2016, 13 sono reduci del mondiale di due anni prima e 10 dalla vittoria all'europeo del 2012. Nella fase finale del campionato d'Europa del 2016, in Francia, la Spagna debutta battendo la Rep. Ceca (1-0), poi sconfigge la Turchia (3-0) e perde contro la Croazia (2-1), chiudendo la fase a gironi al secondo posto. La sconfitta subita in rimonta contro i croati, la prima per gli iberici nella fase finale del campionato europeo dopo 12 anni, non preclude agli spagnoli la qualificazione agli ottavi di finale, ma fa sì che la Spagna venga inserita nel lato del tabellone dove vi sono già Germania, Francia, Italia e Inghilterra. Agli ottavi, allo Stade de France, la Spagna è battuta per 2-0 ed eliminata dall'Italia di Conte.

### Da Lopetegui a Hierro (2016-2018)
L'eliminazione della Spagna per mano dell'Italia segna per molti esperti la fine di un ciclo per la selezione iberica. Vicente del Bosque, il CT della Spagna più vincente di tutti i tempi, conferma la propria volontà di abbandonare l'incarico dopo otto anni e 113 partite come commissario tecnico.
Il 21 luglio 2016 la federazione calcistica spagnola affida l'incarico di commissario tecnico a Julen Lopetegui, già selezionatore dell'Under-19, dell'Under-20 e dell'Under-21 spagnola. Il nuovo tecnico guida la Spagna, inserita nel gruppo G di qualificazione al campionato del mondo 2018 con Italia, Albania, Macedonia del Nord, Israele e Liechtenstein, alla qualificazione mondiale: gli iberici vincono il raggruppamento con autorevolezza, totalizzando 9 vittorie e un pareggio (in trasferta contro l'Italia) in 10 partite.
Il 13 giugno 2018, ad un solo giorno dall'inizio del mondiale di Russia, Lopetegui è esonerato dalla federcalcio spagnola a causa del ritardo nel comunicare al presidente federale l'accordo siglato con il Real Madrid per la stagione seguente, malgrado un rinnovo contrattuale con la federcalcio siglato appena due settimane prima. Al suo posto è ingaggiato ad interim Fernando Hierro. La squadra spagnola supera la fase a gironi come prima classificata, sebbene a pari punti con il Portogallo, dopo aver pareggiato per 3-3 contro i lusitani, battuto per 1-0 l'Iran e pareggiato per 2-2 contro il Marocco. Agli ottavi di finale è bloccata sul pari (1-1) dalla Russia padrona di casa dopo i tempi supplementari ed eliminata ai tiri di rigore (4-3).

### La prima gestione Luis Enrique con la parentesi Moreno (2018-2019)

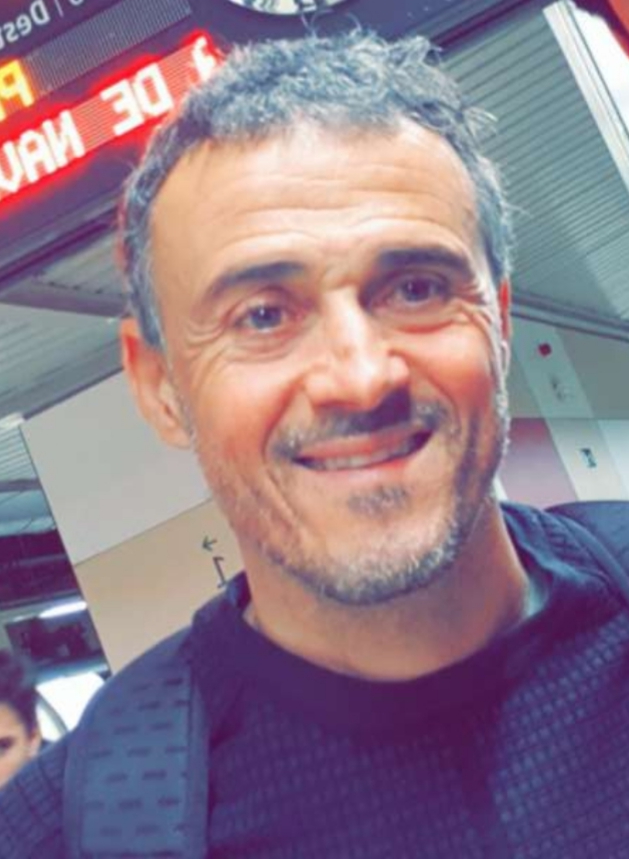
Luis Enrique, prima calciatore e poi allenatore della nazionale spagnola.

Al posto del dimissionario Hierro, il 9 luglio 2018 la federcalcio spagnola chiama a ricoprire il ruolo di CT l'ex calciatore Luis Enrique. Il nuovo tecnico esordisce in gare ufficiali l'8 settembre 2018 battendo per 2-1 l'Inghilterra a Wembley nella UEFA Nations League 2018-2019. Nella seconda giornata di Nations League, l'11 settembre ad Elche, la Spagna si impone per 6-0 contro la Croazia finalista del mondiale di Russia. Si tratta della peggiore sconfitta in gare ufficiali per una nazionale che ha giocato una finale di Coppa del mondo. Luis Enrique coglie anche una vittoria nel successiva gara in trasferta (1-2) contro l'Inghilterra, ma a causa di due sconfitte (entrambe per 2-3) contro gli inglesi in casa e contro i croati fuori casa la Spagna si classifica seconda nel minigirone e rimane fuori dalla final four della Nations League.
Nel giugno 2019, in seguito alle dimissioni di Luis Enrique per gravi problemi familiari, la panchina della nazionale passa al suo vice, Robert Moreno. Dopo 99 anni e 699 partite, il 12 ottobre 2019, nella gara di qualificazione al campionato d'Europa 2020 in casa della Norvegia (1-1), per la prima volta la Spagna schiera nella formazione iniziale undici calciatori militanti in undici squadre di club diverse. La squadra iberica ottiene la qualificazione al campionato d'Europa 2020 vincendo il proprio girone davanti a Svezia, Norvegia, Romania, Fær Øer e Malta. Al termine della gara vinta per 5-0 in casa contro i rumeni, che chiude le eliminatorie, Moreno conclude la propria esperienza come c.t. della Spagna, dato che la federcalcio richiama in panchina Luis Enrique.

## Anni duemilaventi

### La seconda gestione Luis Enrique (2019-2022)
Impegnata nella UEFA Nations League 2020-2021, nei mesi seguenti la squadra iberica ha un rendimento altalenante: se in trasferta fa registrare una striscia di sette partite senza vittorie (sfiorando il record negativo di otto incontri di fila senza vincere, stabilito nel 1941-1949 e nel 1991-1992), in casa vince nove gare consecutive e ottiene l'accesso alla final four vincendo il girone con Germania, Ucraina e Svizzera, grazie allo storico successo per 6-0 nell'ultima partita casalinga contro i tedeschi, che pure avevano due risultati su tre a propria disposizione.
Alla fase finale del campionato d'Europa 2020, svoltasi nel 2021 a causa della pandemia di COVID-19, la Spagna si presenta senza calciatori del Real Madrid in rosa, fatto per il quale il commissario tecnico Luis Enrique viene fortemente criticato. Sorteggiata nel gruppo E insieme a Svezia, Slovacchia e Polonia, la Roja debutta con due pareggi contro svedesi (0-0) e polacchi (1-1), poi ottiene un largo successo (5-0) contro gli slovacchi, superando il turno come seconda classificata nel girone, alle spalle degli scandinavi. Agli ottavi di finale le Furie rosse chiudono sul 3-3 i tempi regolamentari contro la Croazia; due reti segnate nei tempi supplementari consentono agli uomini di Luis Enrique di avere la meglio sugli avversari e accedere ai quarti di finale. Contro la Svizzera, che ha già eliminato la Francia, detentrice della Coppa del mondo e vicecampione d'Europa, ai rigori, la sfida termina con il risultato di 1-1 anche alla fine dei supplementari, trovando un epilogo ai tiri di rigore. Dal dischetto gli elvetici falliscono tre tiri su quattro, mentre gli spagnoli ne trasformano in gol tre su quattro, superando così il turno. In semifinale l'avversaria è ancora una volta l'Italia, affrontata dagli spagnoli per la quarta volta dal 2008 ai campionati europei; anche in questa circostanza la sfida si prolunga oltre i tempi regolamentari (chiusisi sul punteggio di 1-1) e oltre i supplementari, durante i quali le due squadre non trovano il gol. Ai tiri dal dischetto gli italiani si impongono per 4-2, eliminando la Roja dal torneo, come accaduto nell'edizione precedente dell'europeo, e qualificandosi alla finale poi vinta contro l'Inghilterra.
Nel mese di ottobre del 2021 la nazionale spagnola affronta nuovamente l'Italia, stavolta al Meazza di Milano, nelle semifinali della UEFA Nations League 2020-2021, e la batte per 2-1, procurando agli italiani la loro prima sconfitta dopo 37 gare di imbattibilità e guadagnando così l'accesso alla finale del torneo. Gli iberici vengono poi sconfitti per 2-1 dalla Francia nella finale giocata al Meazza di Milano, chiudendo così il torneo al secondo posto.
Le qualificazioni al campionato del mondo 2022 vedono la Spagna prevalere nel girone eliminatorio comprendente anche la Svezia, grazie a 6 vittorie in 8 partite, e ottenere l'accesso alla fase finale. La tendenza positiva si registra anche nei mesi successivi: tra il giugno e il settembre 2022 le furie rosse ottengono il primato nel proprio girone di Lega A della UEFA Nations League e si qualificano alla final four del torneo per la seconda volta consecutiva, sopravanzando di un punto il Portogallo, battuto in casa per 0-1 nel decisivo scontro diretto all'ultima giornata.
Nella fase finale del mondiale di Qatar 2022 la squadra esordisce molto bene, battendo per 7-0 la Costa Rica. Il pareggio per 1-1 contro la Germania e la sconfitta per 1-2 contro il Giappone sono sufficienti per il passaggio del turno come seconda del girone, per una migliore differenza reti rispetto ai tedeschi. Gli uomini di Luis Enrique vengono poi eliminati agli ottavi di finale dalla rivelazione Marocco, che blocca gli iberici sullo 0-0 maturato al termine dei supplementari e si impone per 3-0 ai tiri di rigore, con gli spagnoli che falliscono tutti e tre i tentativi dal dischetto. La disfatta causa le dimissioni di Luis Enrique.

### La gestione de la Fuente (dal 2022): successi in UEFA Nations League e al campionato d'Europa
A prendere le redini della nazionale è Luis de la Fuente, già alla guida di varie nazionali giovanili spagnole. Nella final four della UEFA Nations League, disputata nel giugno 2023 nei Paesi Bassi, la squadra iberica elimina l'Italia (2-1) in semifinale, poi batte la Croazia (0-0 dopo i tempi supplementari, 5-3 ai tiri di rigore) in finale allo stadio Feijenoord, aggiudicandosi per la prima volta il trofeo.
La Spagna centra poi la qualificazione al campionato d'Europa 2024 tramite il primo posto nel girone eliminatorio, con 7 vittorie e una sconfitta in 8 partite. Guidata da alcune giovani stelle come Nico Williams e il diciassettenne Lamine Yamal, nella fase finale ottiene il primo posto nel girone in virtù delle vittorie con Croazia (3-0), Italia (1-0) e, a primo posto già aritmetico, Albania (1-0), poi elimina la Georgia agli ottavi di finale (4-1), la Germania padrona di casa ai quarti (2-1 dopo i tempi supplementari) e la Francia in semifinale (2-1), per poi battere 2-1 l'Inghilterra nella finale di Berlino e diventare così la nazionale più titolata nella competizione, con quattro successi.
Nella UEFA Nations League 2024-2025 gli spagnoli, dopo aver vinto dominando il proprio girone con 5 vittorie e un pareggio, eliminano i Paesi Bassi ai quarti (5-5 tra andata e ritorno, 5-4 ai tiri di rigore), la Francia in semifinale (5-4) e approdano alla finale dell'Allianz Arena di Monaco di Baviera, dove vengono sconfitti dal Portogallo (2-2 dopo i tempi supplementari, 5-3 ai tiri di rigore).